# Арппе, Адольф Эдвард
Адольф Эдвард Арппе (1818—1894) — финский учёный и государственный деятель, профессор химии и ректор Императорского Александровского университета, сенатор, действительный статский советник.

## Биография
Сын адвоката. Высшее образование получил на физико-математическом отделении философского факультета Императорского Александровского университета (1833—1841). После окончания университета год стажировался в Стокгольме. Получил докторскую степень в Геттингенском университете (1843). Стажировался в различных университетах Европы (1844—1847), в том числе в университетах Геттингена, Берлина, и Гисена. После возвращения получил должность профессора химии в Императорском Александровском университете. В органической химии являлся одним из первых химиков изучившим свойства бензолов и продуктов окисления высших органических кислот (жиров). Исследовал месторождения полезных ископаемых, содержащихся на территории Финляндии и возможности их разработки (в университете кроме химии преподавал минералогию). Ректор Александровского университета (1858—1869).
С 1870 году возглавлял различные государственные органы Финляндии. Членом Парламента (1863), где был, однако, непопулярен из-за приверженности к цензуре прессы; членом комитета по контролю промышленности (с 1885), возглавлял комитет по промышленности и торговле (с 1890).
Был избран членом германской академии естествоиспытателей «Леопольдина» (1856).
В 1863 году был посвящен в дворянство. Получил титул действительного статского советника (1869).
Брат — Нильс Людвиг Арппе (1803—1861) был промышленником (разработка полезных ископаемых, бумажная и металлургическая промышленность).